# Automobiles Le Brun
Automobiles Le Brun war ein französischer Hersteller von Automobilen.

## Unternehmensgeschichte
Das Unternehmen aus Montrouge begann 1898 mit der Produktion von Automobilen. Der Markenname lautete Le Brun. Etwa 1900 endete die Produktion.

## Fahrzeuge
Angeboten wurden Modelle mit einem V2-Motor der Daimler-Motoren-Gesellschaft im Heck. Die Motoren leisten wahlweise 6 PS, 8 PS oder 10 PS. Die Motorleistung wurde über Ketten an die Hinterachse übertragen. Das Getriebe verfügte über drei Gänge. Die Karosserieformen Phaeton und Vis-à-vis boten Platz für zwei bzw. vier Personen.